# Secretaría de las Mujeres de la Ciudad de México
La Secretaría de las Mujeres de la Ciudad de México, anteriormente Inmujeres CDMX es un organismo del Gobierno de la Ciudad de México que promueve el desarrollo de la mujer en equidad de género y respeto a sus derechos humanos.

## Antecedentes
Al cambiar del Departamento del Distrito Federal a Gobierno del Distrito Federal se creó el Programa para la Participación Equitativa de la Mujer (PROMUJER) en 1998. El 11 de agosto de 1999 fue reglamentado como Instituto de las Mujeres del DF.
En diciembre de 2018 se publicó en la Gaceta Oficial de la Ciudad de México el Decreto por el que se establece la creación de la Secretaría de las Mujeres, elevando el rango a esta institución.

En ese decreto se instruye a la Secretaría para proponer:
estrategias territoriales que se atienden con los programas estructurales que otras Secretarías están desarrollando para garantizar los derechos humanos y disminuir las desigualdades sociales. Diseñará acciones de capacitación ad hoc a las políticas, programas y acciones públicas para que, se analice el impacto diferenciado que éstas tienen en mujeres y hombres y propongan mejoras a fin de fortalecer la autonomía de las mujeres en todos los ámbitos de su vida.